# جون إسبوسيتو
الدكتور جون إسبوسيتو (بالإنجليزية: John Esposito)‏ ولد في 19 مايو 1940 بمقاطعة بروكلين بمدينة نيويورك، وهو أستاذ جامعي في الأديان والشئون الدولية والدراسات الإسلامية بجامعة جورج تاون، والمدير المؤسس لمركز الأمير الوليد بن طلال للتفاهم الإسلامي- المسيحي بكلية والش للعلاقات الخارجية.
وهو أحد كبار علماء مركز غالوب يقوم بتحليل البيانات السائدة في دول العالم الإسلامي من خلال استطلاعات الرأي التي يجيرها مركز غالوب، ومن خلال هذا المشروع البحثي غير المسبوق يستطيع أن يجمع آراء الأفراد في أكثر من 100 دولة لتحديد مدي سلامة أو «روح» الدولة أو المدينة أو الثقافة، وهو مؤلف مشارك مع داليا مجاهد في تأليف كتاب «من يتحدث باسم الإسلام؟ فيم يفكر مليار مسلم» واشترك مع داليا مجاهد وريتشارد بورك هولدر في عمل مقرر تعليمي في نفس الموضوع. وهو عبارة عن طريقة موضوعية لفهم العالم الإسلامي المعاصر وفقا لاستطلاعات مركز غالوب، حيث تغطي الدراسة ما يقرب من 90% من تعداد العالم الإسلامي فهي بمثابة الدراسة الأكبر من نوعها.
وهو مستشار لوزارة الخارجية وكذلك للعديد من الشركات والجامعات ووسائل الإعلام العالمية، ويعد إسبوسيتو أحد المتخصصين في الدراسات الإسلامية والإسلام السياسي وأثر الحركات الإسلامية من شمال أفريقيا إلي جنوب شرق آسيا.
وعمل كرئيس لجمعية أمريكا الشمالية للدراسات الشرق أوسطية والمركز الأمريكي لدراسة المجتمعات الإسلامية ونائب رئيس مركز دراسة الإسلام والديمقراطية وحاليا عضو بمجموعة المائة قائد التابعة للمنتدى الاقتصادي العالمي، وهي مجموعة رفيعة المستوي لتحالف الحضارات التابع للأمم المتحدة ورئيس اللجنة العلمية التنفيذية لمشروع " La Maison de la Mediterranee's 2005-2010" «الإسلام وأوروبا ودول المتوسط: المساهمون في الحوار» كما حاز في عام 2005 جائزة مارتن ايميل مارتي للتفاهم بين الأديان من الأكاديمية الأمريكية للأديان وجائزة القائد الأعظم الباكستانية لإسهاماته البارزة في الدراسات الإسلامية، كما حاز علي جائزة التدريس المتميز من كلية العلاقات الخارجية بجامعة جورج تاون في عام 2003. وهو رئيس تحرير موسوعة أكسفورد للعالم الإسلامي المعاصر (4 أجزاء)، تاريخ الإسلام، القاموس الإسلامي، العالم الإسلامي: الماضي والحاضر (3 أجزاء).
وقام بتأليف أو المساهمة في تأليف 35 كتابا وترجمت كتبه ومقالاته لأكثر من 21 لغة منها العربية والفارسية والأردية والباسا الإندونيسية والتركية واليابانية والصينية واللغات الأوربية. كما تم استضافته في العديد من اللقاءات والحوارات مثل صحيفة وول ستريت، نيويورك تايمز، واشنطن بوست، السي ان ان، السي بي إس، البي بي سي والجرائد والمجلات ووسائل الإعلام بأوربا وآسيا والشرق الأوسط.
ويعيش حاليا في واشنطن العاصمة مع زوجته السيدة جانيت إسبوسيتو وهي مديرة تنفيذية سابقة حاصلة علي الدكتوراه في التنظيم والتنمية من جامعة ماستشيوتس.